# Max Naumann
Max Naumann (Berlino, 12 gennaio 1875 – Berlino, 15 maggio 1939) è stato un politico tedesco.

## Biografia
Si laureò in legge all'Università di Berlino, e prese parte alla prima guerra mondiale come capitano di fanteria, venendo decorato con la Croce di Ferro di I e II Classe.
Nel 1921 fondò il Verband nationaldeutscher Juden ("Unione degli ebrei nazionali tedeschi"), un'organizzazione di destra che predicava la completa assimilazione degli ebrei tedeschi, la rinuncia alle loro tradizioni e alla loro identità in nome del valore superiore dell'appartenenza alla nazione tedesca. Oggetto dei suoi attacchi furono spesso dei bersagli ebrei, come gli Ostjuden, gli immigrati ebrei dell'est definiti razzialmente inferiori rispetto agli ebrei tedeschi, e i sionisti, accusati di essere razzisti verso i tedeschi e di fare gli interessi inglesi.
Fu presidente dell'organizzazione fino al 1926.  Nel 1932 aderì ufficialmente al Partito nazista e il 1933 tornò a capo dell'organizzazione. Il Verband nationaldeutscher Juden fu ufficialmente dichiarato fuorilegge nel 1935 e Naumann fu brevemente incarcerato. Morì di cancro pochi anni dopo.